# بردلی کامدم
بردلی کامدم (انگلیسی: Bradley Kamdem؛ زادهٔ ۱۸ اوت ۱۹۹۴) بازیکن فوتبال اهل فرانسه است.